# Oswald Watt
Pour les articles homonymes, voir Watt.

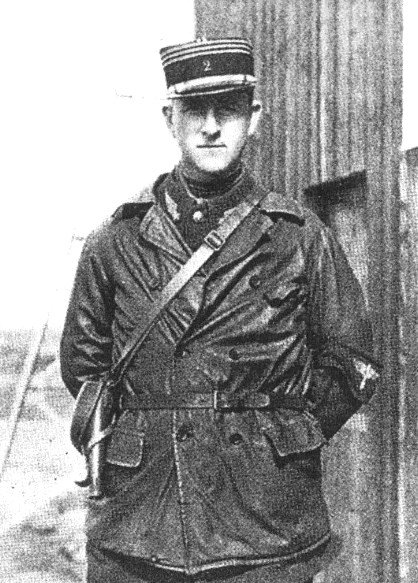
Oswald Watt, vers 1914-1916.

Walter Oswald « Toby » Watt, né le 11 février 1878 à Bornemouth et mort le 21 mai 1921 à Bilgola, est un aviateur et homme d'affaires australien.
Fils d'un marchand et homme politique australo-écossais, il est né en Angleterre et arrivé à Sydney alors qu'il n'avait qu'un an. Il est retourné en Grande-Bretagne à l'âge de onze ans pour étudier à Bristol et à Cambridge. En 1900, il retourne en Australie et s'enrôle dans l'armée de réserve australienne avant de créer des stations en Nouvelle-Galles du Sud et dans le Queensland.
Apprenant à voler en 1911, Watt rejoint la Légion étrangère en tant que pilote au déclenchement de la Première Guerre mondiale. Il est muté à l'Australian Flying Corps (AFC) en 1916, puis progresse rapidement de commandant d'escadrille en Égypte à commandant sur le front occidental. En février 1918, il est promu au grade de lieutenant-colonel et prend le commandement d'une escadre de formation en Angleterre.
Récipiendaire de l'ordre national de la Légion d'honneur et de la Croix de guerre, il obtient deux citations militaires pendant la guerre, puis est nommé officier de l'ordre de l'Empire britannique en 1919. Il quitte l'armée pour suivre ses exploitations en Australie et est félicité pour sa générosité envers les autres aviateurs de retour au pays. En 1921, à l'âge de quarante-trois ans, il meurt par noyade près de la plage de Bilgola.
Il est commémoré par l’Oswald Watt Gold Medal (en) pour les réalisations exceptionnelles dans l'aviation australienne et la bourse Oswald Watt de l'université de Sydney.